# Гилмор Сити (Ајова)
Гилмор Сити (енгл. Gilmore City) град је у америчкој савезној држави Ајова. По попису становништва из 2010. у њему је живело 504 становника.

## Демографија
Према попису становништва из 2010. у граду је живело 504 становника, што је -52 (-9.4%) становника више него 2000. године.
| Група             | 2000.       | 2010.       |
| Белци             | 547 (98,4%) | 488 (96,8%) |
| Афроамериканци    | 0 (0,0%)    | 2 (0,4%)    |
| Азијати           | 1 (0,2%)    | 2 (0,4%)    |
| Хиспаноамериканци | 6 (1,1%)    | 8 (1,6%)    |
| Укупно            | 556         | 504         |